# The Strange Love of Martha Ivers
The Strange Love of Martha Ivers (El extraño amor de Martha Ivers en España,  El extraño caso de Martha Ivers en México o El extraño crimen de Martha Ivers en Argentina) es una película estadounidense de 1946 dirigida por Lewis Milestone. Es un melodrama que podría ser encasillado dentro del cine negro.

## Argumento
En 1928, una joven huérfana, Martha Ivers (Janis Wilson), vive con su tía materna (Judith Anderson), dueña de las principales industrias de la ciudad, Iverstown, y despótica en el trato a su sobrina. Esta decide huir junto con su amigo Sam Masterson (Darryl Hickman), pero la policía desbarata sus planes. Mientras, en casa de su tía, el Sr. O'Neill (Roman Bohnen), un importante empleado de sus empresas, intenta convencer infructuosamente a la rica dama para que apadrine los estudios de su hijo Walter (Mickey Kuhn).
Cuando la policía lleva a Martha a su mansión, la tía la envía a su habitación, a donde sube acompañada de Walter. Allí se les une Sam, quien entra por la ventana. Un incidente de la tía con el gato de Martha hace que esta golpee a la vieja dama causándole la muerte. Sam huye y Martha, Walter y su padre deciden ocultar la verdadera autoría del crimen culpabilizando a un imaginario intruso que habría huido con posterioridad a los hechos.
Dieciocho años después, Sam (Van Heflin), volverá a la ciudad reencontrándose con Martha (Barbara Stanwyck), convertida en la próspera propietaria de las empresas heredadas de su tía, y con Walter (Kirk Douglas), esposo de Martha y candidato único a fiscal del distrito.
También conocerá a Tony Marachek (Lizabeth Scott), una bella joven con problemas con la justicia, a quien seducirá y de quien se enamorará. Este amor será lo que le acabe alejando de la maléfica pareja y las fatales consecuencias cuyo trato pueda ocasionarle. 
Según la apreciación del escritor e historiador Xavier Coma:

"En la película, un melodrama pasional se convierte en una obra de intensos contenidos sociales... Los ricos, culpables e inmunes, son quienes dominan la administración de justicia...La corrupción mostrada por la película queda significativamente generalizada y adscrita a los poseedores de una riqueza que ha sido conseguida con la ayuda del asesinato... Por eso suscitó la atención de los cazadores de brujas en 1947".

## Producción
A Hal B. Wallis, productor independiente, le había llamado la atención agradablemente el trabajo de dirección de Lewis Milestone en Un paseo bajo el sol (1945), y le ofreció un contrato para dirigir uno de los seis proyectos que le dio a escoger. Milestone eligió un texto de John Patrick llamado Bleeding Heart, que durante el rodaje se convertiría en Love Lies Bleeding. Desde el primer momento este proyecto fue considerado como una producción de serie A, dotándosela del adecuado presupuesto. 
Fueron contratados para sus primeros papeles tanto estrellas de primera línea (Barbara Stanwyck, Van Heflin) como actores recién llegados a la pantalla (Lizabeth Scott, Kirk Douglas). Barbara Stanwyck, con 38 años de edad, estaba en la cumbre de su carrera, habiendo conseguido el año anterior un grandísimo éxito con Perdición. Van Heflin también era ya un veterano actor, con un Oscar a sus espaldas, y había sido cedido por la Metro Goldwyn Mayer tras haber servido como cámara durante la Segunda Guerra Mundial.
Para Kirk Douglas, esta película supuso su debut en la gran pantalla. Wallis buscaba nuevos talentos en Nueva York y Lauren Bacall le recomendó que le hiciera una prueba a quien había sido compañero suyo en la Academia Americana de Arte Dramático, que en aquellos momentos actuaba en una obra llamada The Wind Is Ninety. En cuanto a Lizabeth Scott (una excelente actriz conocida por el público como "The Throat"), esta era su segunda aparición en la gran pantalla, y tuvo una gran promoción personal con esta película. 
Cabe también comentar como detalle anecdótico la breve aparición, con un brevísimo papel, de quien más tarde sería famoso director, Blake Edwards.

## Realización
La película se rodó entre el 2 de octubre y comienzos de diciembre de 1945 en los estudios de Paramount, y para los exteriores se utilizaron los patios de vías de la Southern Pacific Railroad de Los Ángeles.
Lewis Milestone estuvo asistido en la dirección por Robert Aldrich y Byron Haskin. Según fuentes modernas, Robert Aldrich reemplazó al asistente de dirección Dick McWhorter cuando ya se habían completado las tres cuartas partes del rodaje. La película acaba con un final moralizador de referencia bíblica, impuesto por Wallis y rodado por Haskin.
Milestone declaró en una entrevista en Los Angeles Sun Mirror de 8 de diciembre de 1946 que no volvería a dirigir ninguna película más para Hal B. Wallis. Según el director, el productor, empeñado en promocionar a Lizabeth Scott, le imponía hacer una serie de primeros planos de la actriz, a lo que él se negó respondiéndole que los rodara él mismo, cosa que hizo Wallis.

## Otros datos
La película fue estrenada el 24 de julio de 1946, y obtuvo una nominación para los Oscar de ese año a la mejor historia en la persona de Jack Patrick. También fue presentada a concurso en el 2.º Festival de Cannes del año 1947.
En 1974, la película pasó a dominio público en Estados Unidos porque el propietario del copyright no pudo renovar el registro de derechos de autor al cumplirse los 28 años desde su publicación.